# Гановер Тауншип (округ Бівер, Пенсільванія)
Гановер Тауншип (англ. Hanover Township) — селище (англ. township) в США, в окрузі Бівер штату Пенсільванія. Населення — 3343 особи (2020).

## Демографія
Згідно з переписом 2010 року, у селищі мешкало 3690 осіб у 1381 домогосподарстві у складі 1075 родин. Було 1453 помешкання
Расовий склад населення:
| - 98,3 % — білих - 0,7 % — чорних або афроамериканців - 0,2 % — азіатів - 0,1 % — корінних американців |

До двох чи більше рас належало 0,5 %. Частка іспаномовних становила 0,7 % від усіх жителів.
За віковим діапазоном населення розподілялося таким чином: 23,5 % — особи молодші 18 років, 63,7 % — особи у віці 18—64 років, 12,8 % — особи у віці 65 років та старші. Медіана віку мешканця становила 43,0 року. На 100 осіб жіночої статі у селищі припадало 104,0 чоловіків;  на 100 жінок у віці від 18 років та старших — 101,2 чоловіків також старших 18 років.
Середній дохід на одне домашнє господарство  становив 76 005 доларів США (медіана — 68 615), а середній дохід на одну сім'ю — 81 882 долари (медіана — 77 722). Медіана доходів становила 57 556 доларів для чоловіків та 37 629 доларів для жінок. За межею бідності перебувало 6,1 % осіб, у тому числі 4,4 % дітей у віці до 18 років та 9,8 % осіб у віці 65 років та старших.
Цивільне працевлаштоване населення становило 1836 осіб. Основні галузі зайнятості: транспорт — 19,9 %, освіта, охорона здоров'я та соціальна допомога — 17,5 %, виробництво — 15,7 %.